# Coleco Adam

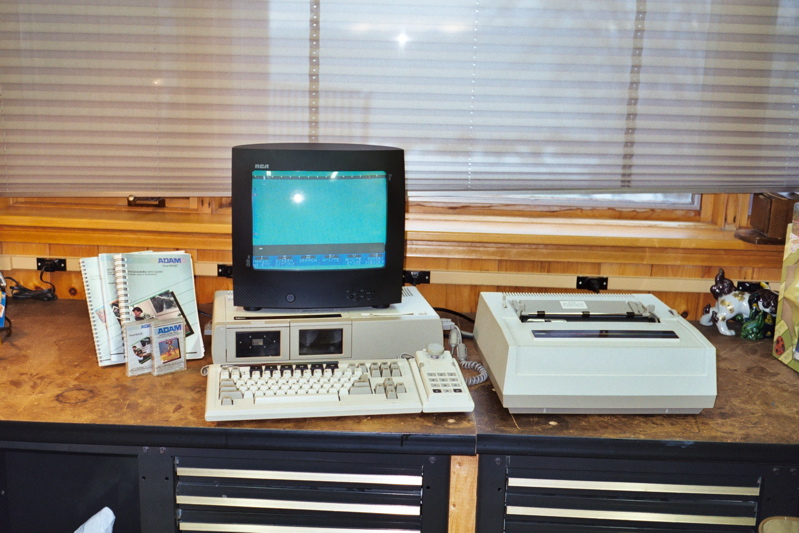
Coleco Adam mit Zubehör im Textverarbeitungs-Modus

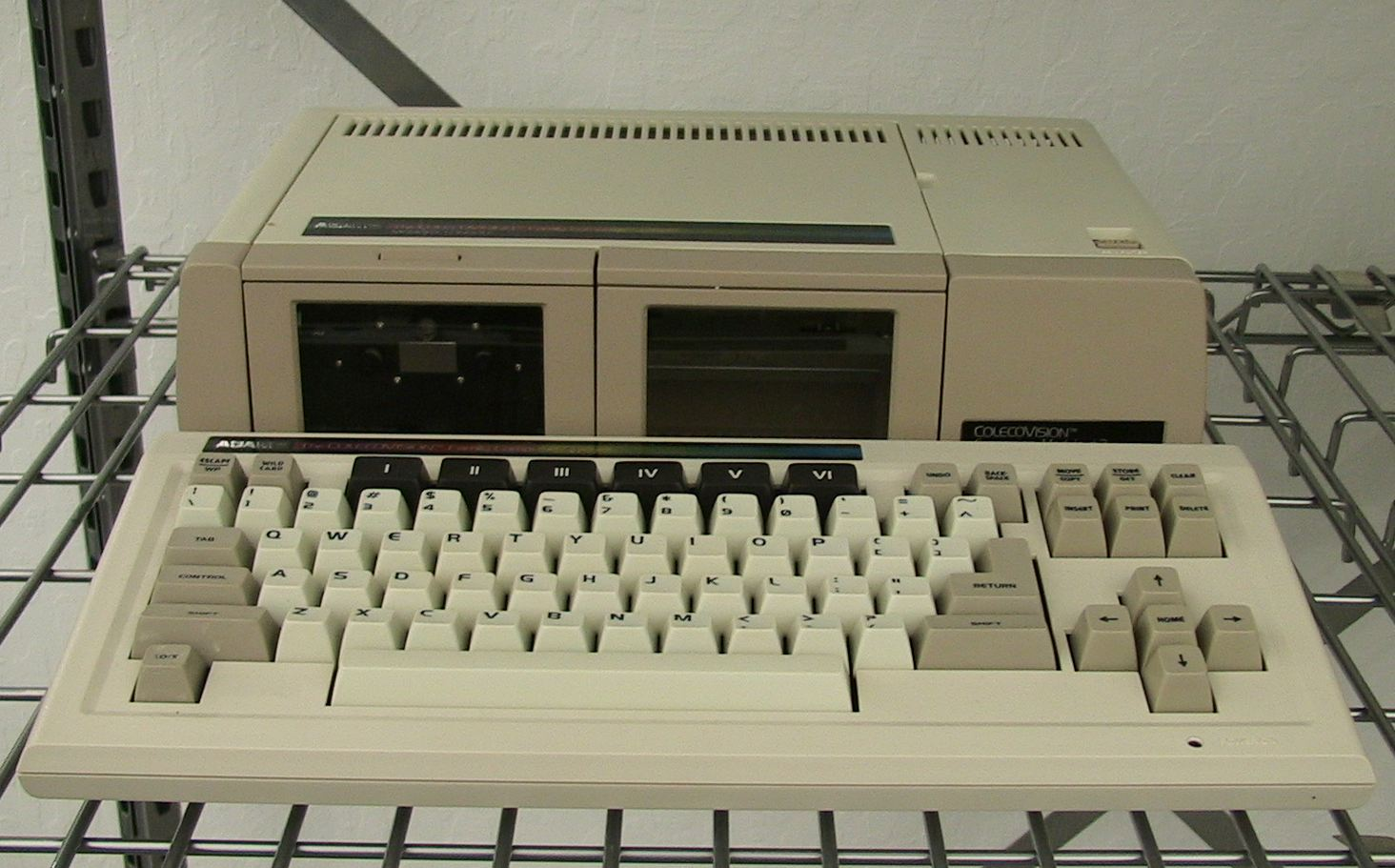
Coleco Adam – Grundgerät mit Tastatur

Der Coleco Adam ist ein historischer, ausschließlich in den USA vermarkteter Heimcomputer mit Zilog-Z80-Prozessor. Das US-amerikanische Unternehmen Coleco versuchte ab 1983, mit dem Adam an den Erfolg seiner Spielkonsolen (ColecoVision) anzuknüpfen. Den Adam plagten jedoch vor allem zu Beginn der Produktion verschiedene technische Probleme, und der Markterfolg blieb aus. Coleco stellte den Verkauf des Adam 1985 ein; das Unternehmen meldete 1988 Insolvenz an.

## Hardware
Der Coleco Adam wurde als Komplettsystem mit umfangreicher Software und Peripherie verkauft, zu der auch ein Bandlaufwerk (später ein 5¼-Zoll-Diskettenlaufwerk) und ein Typenrad-Drucker gehörte. Wie damals bei Heimcomputern üblich, war es vorgesehen, einen Fernseher als Monitor zu nutzen.
Über einen Cartridge-Steckplatz konnten die Spiele des ColecoVision-Systems auf dem Adam genutzt werden. Umgekehrt konnte auch eine ColecoVision-Konsole durch Zukauf von Hardware zu einem Adam erweitert werden.
Der Adam generiert beim Start ein starkes elektromagnetisches Feld, das Datenträger beeinträchtigen oder gar löschen kann, wenn sie im Gerät verbleiben.
Der Drucker enthält die Stromversorgung für das gesamte System, das ohne diesen nicht lauffähig ist.

### Technische Daten
- CPU: Zilog Z80[4] mit 3,58 MHz
- Hilfsprozessoren: drei Motorola 6801 mit 1 MHz für Speicherverwaltung, Bandlaufwerk und als Tastaturcontroller
- Gesamtspeicher: 80 KiB, davon
  - Arbeitsspeicher: 64 KiB
  - Grafikspeicher: 16 KiB
- ROM: 32 KiB
- interne Steckplätze, ein Cartridge-Steckplatz; proprietärer serieller Bus ("AdamNet") mit 62,5 kbit/s Halbduplex.
- Digital Data Pack Bandlaufwerk, 256 KiB
- Grafik: Texas Instruments TMS9928A; Auflösung 256 × 192 Pixel; 32 Sprites (4 pro Rasterzeile)
- Sound: Texas Instruments SN76489AN, dreistimmig

## Software
Im Unterschied zu zeitgenössischen Konkurrenzprodukten war Colecos Variante des BASIC-Interpreters, Smartbasic, nicht im ROM gespeichert, sondern auf einem Datenträger beigelegt. Smartbasic war weitgehend kompatibel mit Applesoft BASIC, wodurch ein umfangreiches, bestehendes Angebot an Software erschlossen wurde.
Das System bootet beim Start zunächst in einen Schreibmaschinen-Modus. Per Tastendruck lässt sich in eine Textverarbeitung ("SmartWriter") umschalten. Weitere Systemkomponenten sind das Elementary Operating System (EOS) und das ColecoVision Betriebssystem.
Das Betriebssystem CP/M bzw. T-DOS war als Option erhältlich.

## Vermarktung
Coleco stellte den Adam im Juni 1983 auf der Consumer Electronics Show (CES) vor. Als Verkaufsziel bis Weihnachten 1983 wurde eine halbe Million Einheiten angegeben. Von der Vorstellung des Systems bis zum Beginn der Auslieferung stieg der Verkaufspreis von 525 auf 725 US-Dollar. Vergleichbares Zubehör eingerechnet lag er damit etwa gleichauf mit dem Konkurrenzprodukt Commodore 64, und deutlich unter dem IBM PCjr.
Der Adam wurde von der amerikanischen Fachpresse weitgehend positiv bewertet; Tastatur und Drucker waren von guter Qualität, Sound und Graphik entsprachen dem Standard der Zeit. Die Verkaufszahlen erreichten jedoch nicht die Erwartungen; darüber hinaus traten viele Kunden aufgrund der oben genannten technischen Probleme vom Kauf zurück. Im vierten Quartal 1984 brachte der Adam Coleco einen Verlust von 35 Millionen US-Dollar.
Als Gegenmaßnahmen legte Coleco eine neue Betriebsanleitung für den Adam auf, reduzierte den Verkaufspreis, und vergab für jedes gekaufte Gerät die Option auf ein College-Stipendium in Höhe von 500 Dollar. Dennoch wurden insgesamt weniger als 100.000 Geräte verkauft, und der Adam wurde bereits 1985 wieder vom Markt genommen.
Das Projekt Adam schwächte Coleco und verbrauchte einen großen Teil des Kapitals das die Firma mit dem Verkauf der Puppenfiguren-Reihe „Cabbage Patch Kids“ angesammelt hatte; Coleco meldete 1988 Insolvenz an.
Bis mindestens 2012 gibt oder gab es in den USA eine jährliche Adam-Convention, AdamCon.